# Spea multiplicata
Espèce
Synonymes
- Scaphiopus multiplicatus Cope, 1863
- Spea stagnalis Cope, 1875
- Scaphiopus dugesi Brocchi, 1879

Statut de conservation UICN

 LC  : Préoccupation mineure
Spea multiplicata est une espèce d'amphibiens de la famille des Scaphiopodidae.

## Répartition
Cette espèce est endémique de l'Amérique du Nord. Elle se rencontre jusqu'à 2 470 m d'altitude :
- aux États-Unis dans l'Utah, le Colorado, l'Oklahoma, l'Arizona, le Nouveau-Mexique et le Texas ;
- au Mexique.

## Publication originale
- Cope, 1863 : On TRACHYCEPHALUS, SCAPHIOPUS and other American BATRACHIA. Proceedings of the Academy of Natural Sciences of Philadelphia, vol. 15, p. 43-54 (texte intégral).